# Just Enschedé
Mr. Justus Johannes (Just) Enschedé (Rotterdam, 27 juli 1947) is een Nederlands cultuurmanager en uitgever.

## Biografie
Enschedé is lid van het uitgeversgeslacht Enschedé en een zoon van rechtsgeleerde mr. Christiaan Justus Enschedé (1911-2000) en Marjon Verstege (1909). Hij studeerde rechten waarna hij de manager werd van Neerlands Hoop in Bange Dagen (1968-1979); hierover publiceerde hij in 2014 zijn herinneringen. Daarna werkte hij enige jaren in familie-uitgeverij Koninklijke Joh. Enschedé (waarover hij ook een boek schreef) waarna hij vanaf 1994 als zelfstandige werkte voor onder andere de Stichting CPNB en de Stichting De Best Verzorgde Boeken (van welke laatste stichting hij vanaf 1998 directeur was).
Hij redigeerde verscheidene boeken, schreef een boek over de familie-uitgeverij en bekleedde/bekleedt verscheidene bestuursfuncties, zoals voorzitter van de Vrienden van de Bijzondere Collecties van de Universiteit van Amsterdam. Zo redigeerde hij Wandelen met mijn vader. Een familiekroniek uit de 19de en 20ste eeuw, een boek van zijn zus Margreet Arendsen Raedt-Enschedé.